# Résolution 947 du Conseil de sécurité des Nations unies
Membres permanents
- Chine
- États-Unis
- France
- Royaume-Uni
- Russie

Membres non permanents
- Argentine
- Brésil
- Djibouti
- Espagne
- Nigéria
- Nouvelle-Zélande
- Oman
- Pakistan
- République tchèque
- Rwanda

Résolution no 946 Résolution no 948
La résolution 941 du Conseil de sécurité des Nations unies, adoptée à l'unanimité le 30 septembre 1994, après avoir rappelé toutes les résolutions sur la situation dans l'ex-Yougoslavie, y compris la résolution 908 (1994), a discuté de la situation en Croatie et a prolongé le mandat de la Force de protection des Nations unies (FORPRONU) jusqu'au 31 mars 1995.
Le Conseil de sécurité exprime à nouveau son souhait d'une solution négociée au conflit dans l'ex-Yougoslavie et a souligné l'importance du respect mutuel des frontières internationales entre les États de la région. Il constate que des aspects clés du plan de paix des Nations unies, et en particulier la résolution 871 (1993), n'avaient pas encore été mis en œuvre, et que dans le même temps, la FORPRONU a joué un rôle important dans la prévention des hostilités et dans la création des conditions propices à un règlement de paix global.
Agissant en vertu du chapitre VII de la Charte des Nations unies, le Conseil a prolongé le mandat de la FORPRONU jusqu'au 31 mars 1995 et a exhorté toutes les parties à coopérer avec la force de maintien de la paix et à garantir sa liberté de mouvement. Le secrétaire général Boutros Boutros-Ghali a été prié de faire rapport au Conseil avant le 20 janvier 1995 sur l'état du plan de paix des Nations unies pour la Croatie et, à cet égard, le mandat serait réexaminé. Il devait également rendre compte des progrès réalisés vers l'ouverture des routes et des voies ferrées vers les zones protégées des Nations unies et le reste de la Croatie, l'approvisionnement en eau et en électricité et l'ouverture de l'oléoduc de l'Adriatique.
Le droit de toutes les personnes déplacées de rentrer chez elles, avec l'aide de la communauté internationale, a été réaffirmé. Toutes les déclarations et tous les engagements pris sous la contrainte, notamment en matière territoriale, sont considérées comme nuls. Des préoccupations ont été exprimées quant au fait que les accords sur le statut des forces n'avaient pas été finalisés. La Croatie, la Macédoine et la république fédérale de Yougoslavie (Serbie et le Monténégro) ont tous été invités à conclure ces accords sans délai.
Les Serbes de Bosnie ont été appelés à respecter l'intégrité territoriale de la Croatie et à ce que le rétablissement de l'autorité dans les zones roses soit achevé sous la supervision de la FORPRONU pour éviter une nouvelle déstabilisation de la région.

## Voir également
- Guerre de Bosnie-Herzégovine
- Dislocation de la Yougoslavie
- Guerre de Croatie
- Guerres de Yougoslavie